# Dmítry Krasílnikov
Dmítry Krasílnikov (nació. 5 de mayo de 1971, г. Kungur, Óblast de Perm) — es politólogo ruso, una figura pública, doctor en Política, catedrático, rector de la Universidad Estatal de Perm (PSU) (desde 2020), y presidente de la cámara pública de región de Perm (desde 2014).

## Biografía
Dmitry estudió Historia en la Universidad de Perm y se graduó en 1993. 
En 1997 defendió su tesis para el Master en Historia «Poder en los períodos de transición de la Historia Nacional (1917–1918, 1985–1993): análisis comparativo».
En 2002 obtuvo el grado de Doctorado con su tesis «Las situaciones políticas intersectoriales en Rusia en el siglo XX». 
Fue director del Instituto regional de educación continua en Universidad de Perm desde 2004 hasta 2013. Desde 2006 hasta 2011 fue un jefe científico de la Academia Menor de Administración Pública.
Desde 2007 fue profesor y desde fin de 2013 fue jefe titular interino de Departamento de Administración Estatal y Local. Desde 2011 él dirigió curso de Máster. 
El 2 de noviembre de 2011 fue nombrado vicerrector de desarrollo estratégico, economía y asuntos jurídicos de la universidad de Perm.
Desde 2014 es presidente de la cámara pública de región de Perm.
Desde julio de 2020 fue rector interino de la universidad de Perm. Ahora desde mayo de 2021 es rector de PSU.

## Literatura
- Krasilnikov Dmitri Georgievich // Profesores de la Universidad Estatal de Perm (1916—2016) / Editor Principal. V. I. Kosticin. — Perm: Editorial de la Universidad de Perm, 2017. — P. 305—306.

## Enlaces
- Dmitry Krasilnikov // University Estatal de Perm.
- Dmitry Krasilnikov se ha negado a dirigir la administración del gobernador (enlace roto disponible en Internet Archive; véase el historial, la primera versión y la última). // Business Class. 18 de febrero de 2015.
- El rector interino, Dmitry Krasilnikov encabezó la cámara pública de región de Perm (enlace roto disponible en Internet Archive; véase el historial, la primera versión y la última). // Prensa Federal. 05.02.2014.
- Dmitry Krasilnikov Archivado el 21 de mayo de 2022 en Wayback Machine. // Ars Administrandi. El Consejo de redacción.
- Dmitry Krasilnikov. Líder de la dirección académica «Administración del desarrollo socioeconómico y politico» // La Universidad Estatal de Perm.
- Dmitry Krasilnikov (enlace roto disponible en Internet Archive; véase el historial, la primera versión y la última). // Personas. Business Class.
- Dmitry Krasilnikov Archivado el 29 de junio de 2021 en Wayback Machine. // La cámara pública de Perm.
- El rector interino de Universidad de Perm llegó a ser el presidente de la cámara pública de la región de Perm // Portal de ciudad. Perm.

- Datos: Q19817639
- Multimedia: Dmitry Krasilnikov / Q19817639